# Alpaida tuonabo
Alpaida tuonabo este o specie de păianjeni din genul Alpaida, familia Araneidae. A fost descrisă pentru prima dată de Chamberlin și Ivie, 1936.
Este endemică în Panama. Conform Catalogue of Life specia Alpaida tuonabo nu are subspecii cunoscute.